# Parque nacional de Ao Phang Nga
El parque nacional de Ao Phang Nga  (en tailandés: อุทยานแห่งชาติพังงา) es un espacio protegido del sur de Tailandia, en las provincias de Phangnga, Krabi, Trang y Satun. Se extiende por 400 kilómetros cuadrados y fue declarado el año 1981.
El parque nacional de Ao Phang Nga fue creado por el Real Decreto publicado en la Gaceta Real con el número 98, sección 64 del 29 de abril de 1981. La localidad más cercana al parque es Amphoe Mueang Phang Nga, y posee una superficie aproximada de 400 kilómetros cuadrados.

## Imágenes

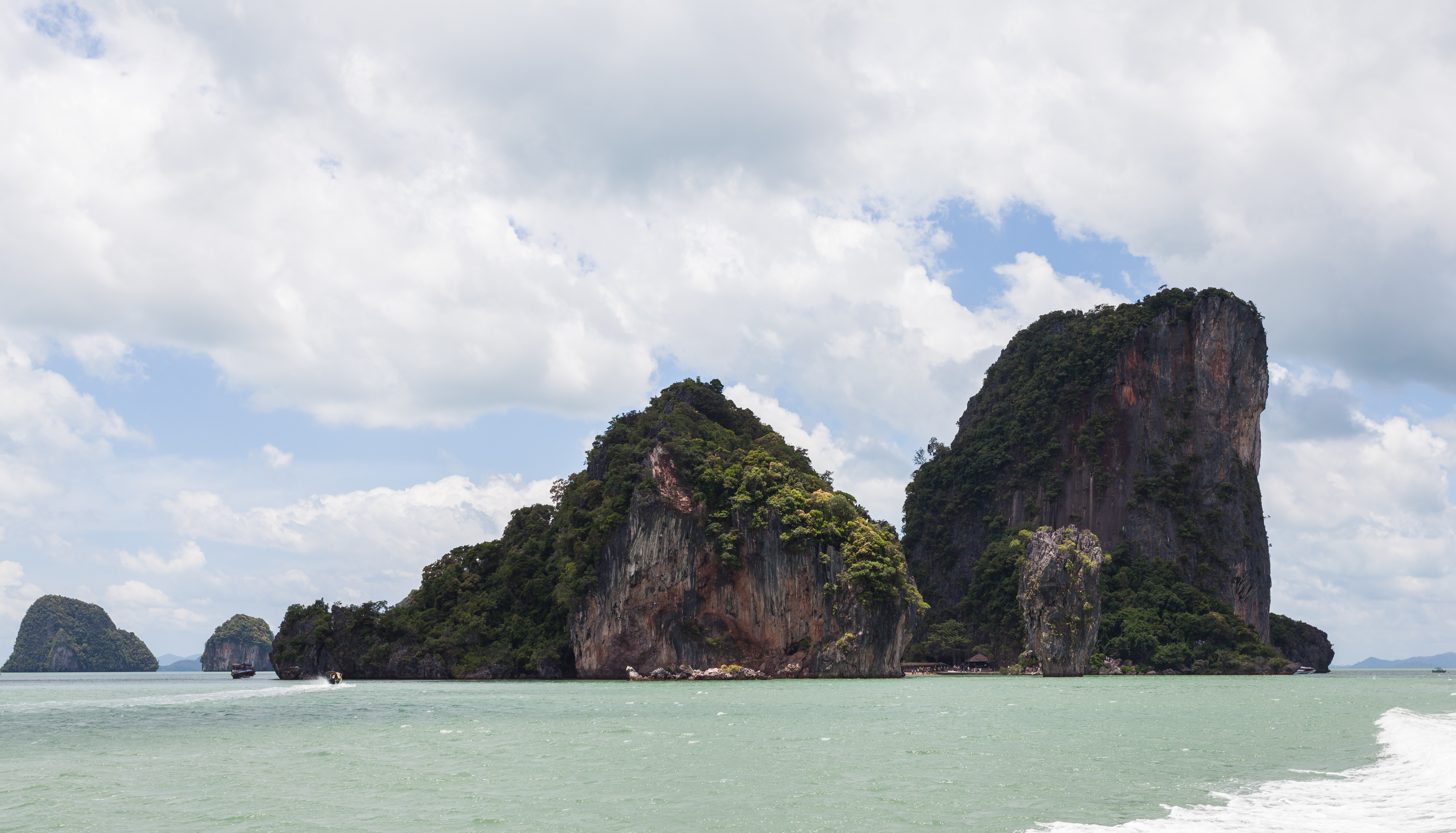
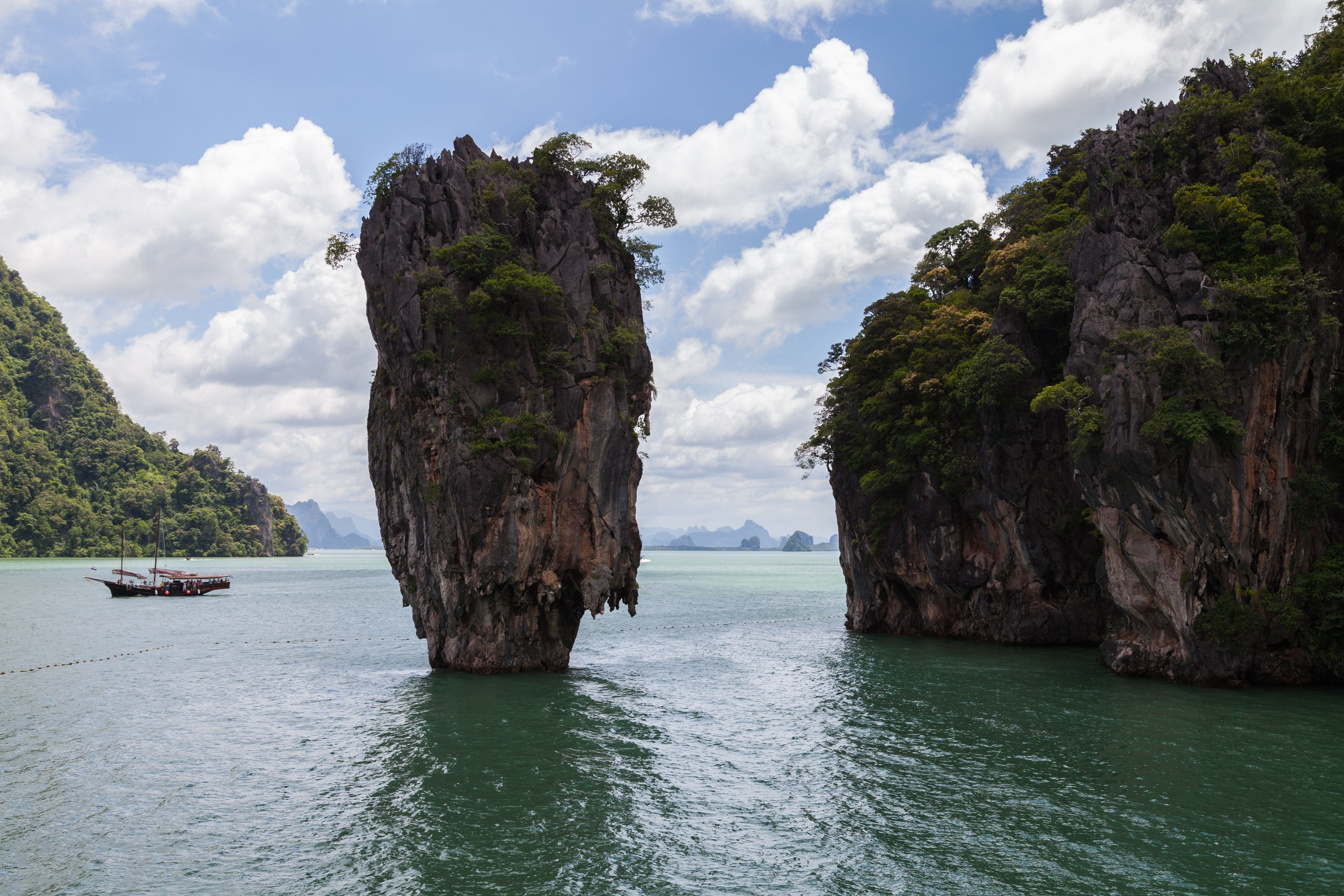
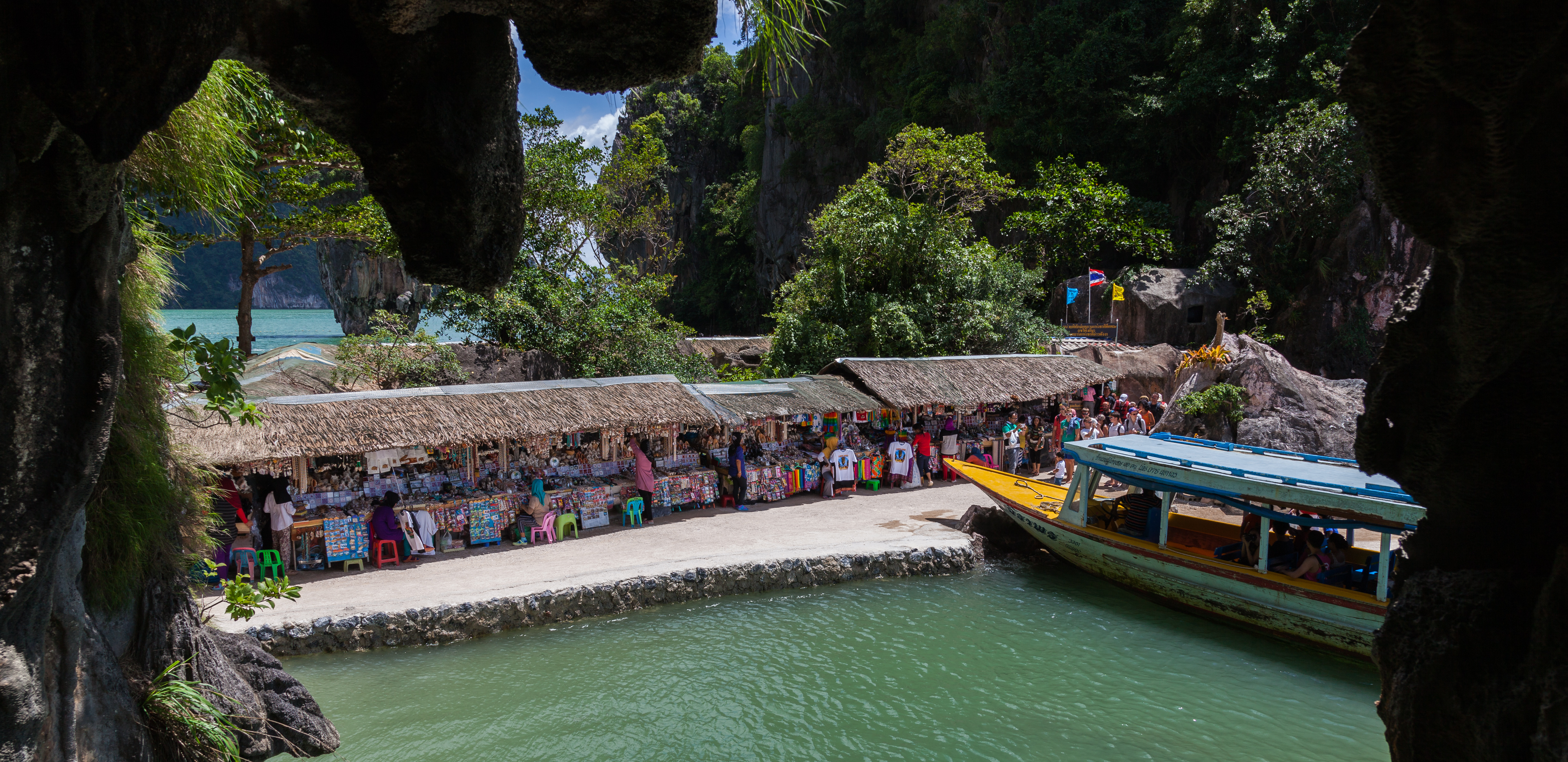
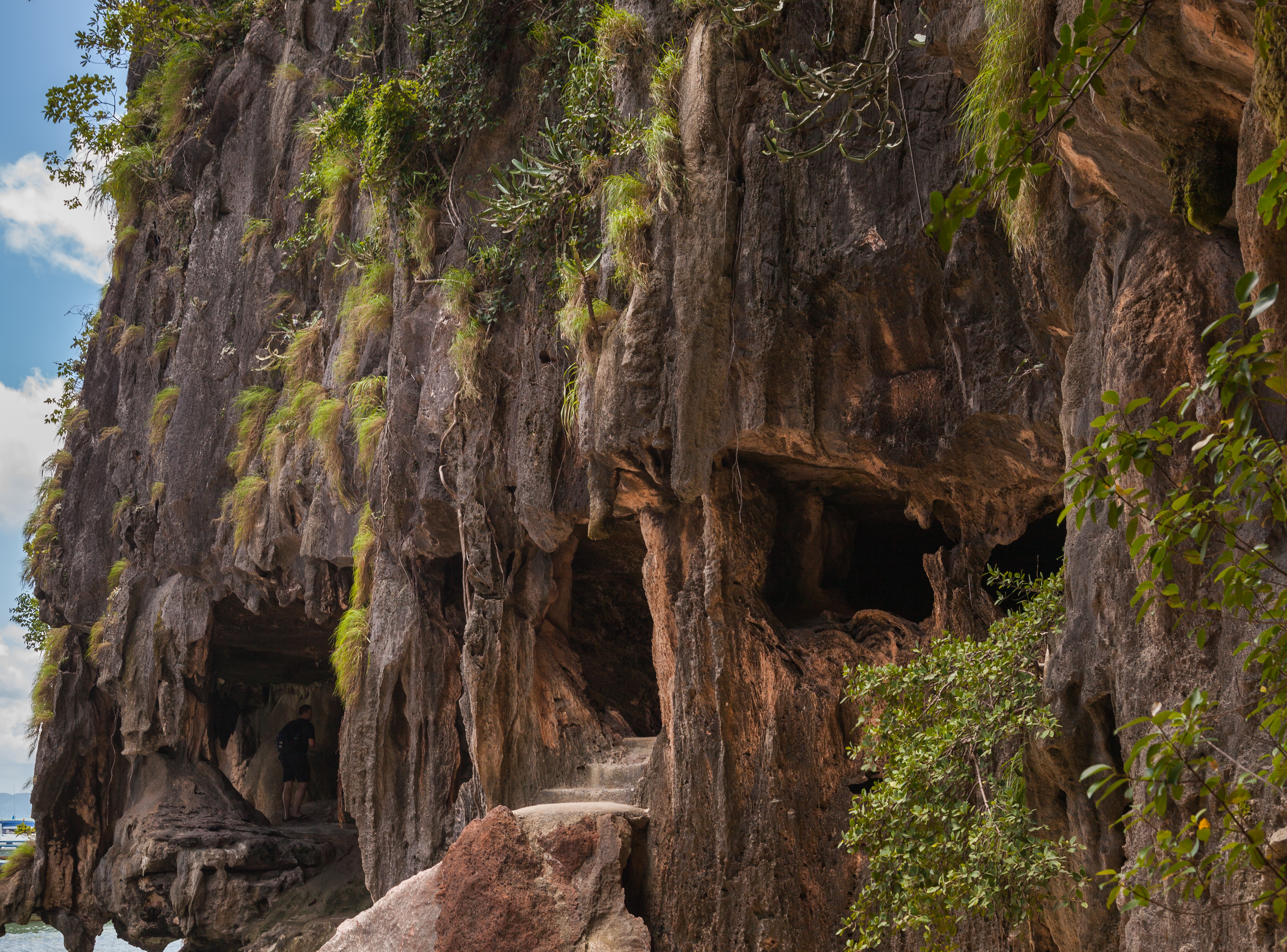
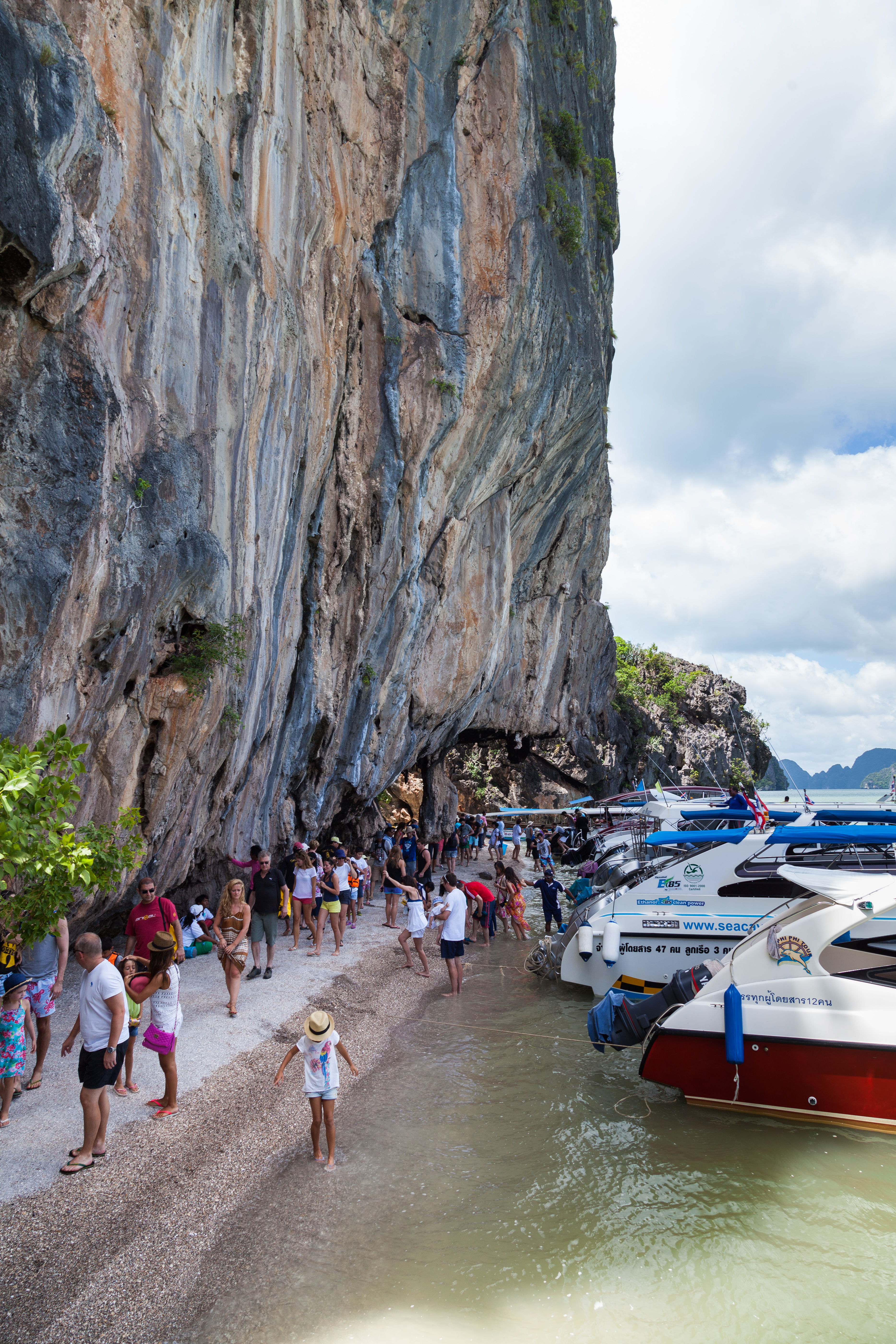